# Tioga Point
Der Tioga Point ist eine Landspitze an der Westküste von Signy Island im Archipel der Südlichen Shetlandinseln. Sie markiert die nördliche Begrenzung der Einfahrt zum Port Jebsen.
Der Falkland Islands Dependencies Survey nahm zwischen 1947 und 1950 Vermessungen vor. Luftaufnahmen entstanden 1968 durch die Royal Navy. Das UK Antarctic Place-Names Committee benannte sie 2004 nach dem 1890 gebauten norwegischen Fabrikschiff Tioga, das zwischen 1911 und 1912 für den Walfang in den Gewässern um die Südlichen Orkneyinseln operierte und am 4. Februar 1913 nahe dem Port Jebsen im Sturm sank.